# Heterostigma mediterranea
Heterostigma mediterranea är en sjöpungsart som beskrevs av Pérès 1958. Heterostigma mediterranea ingår i släktet Heterostigma och familjen lädermantlade sjöpungar. Inga underarter finns listade i Catalogue of Life.